# Qualificazione Olimpica FIBA 2020 - Torneo femminile
Il Torneo Femminile di Qualificazione Olimpica FIBA 2020 (denominato ufficialmente FIBA World Olympic Qualifying Tournament for Women) si è svolto dal 6 al 9 febbraio 2020.
Le prime tre squadre classificate di ogni gruppo accedono al Torneo olimpico 2020, in programma a Tokyo dal 25 luglio al 9 agosto. Il 15 novembre 2019 sono stati scelti Belgio, Cina, Francia e Serbia per ospitare il torneo di qualificazione. Il 27 novembre si è tenuto il sorteggio presso la sede della FIBA per la composizione dei gruppi del torneo. A causa della pandemia di coronavirus in Cina, il 27 gennaio la FIBA ha deciso di ricollocare il gruppo di Foshan a Belgrado, Serbia, riducendo così le sedi ospitanti da 4 a 3.

## Squadre partecipanti
Al torneo hanno preso parte 6 nazionali europee qualificate secondo il posizionamento ottenuto durante il FIBA EuroBasket Women 2019, Giappone e Stati Uniti (già di diritto alle Olimpiadi in quanto paese ospitante e nazionale vincitrice dei Mondiali 2018) e le nazionali extraeuropee che hanno superato le selezioni durante i tornei pre-qualificazione, disputati dal 14 al 17 novembre 2019.
Al torneo di pre-qualificazione hanno partecipato 22 squadre divise in 5 tornei distinti secondo le zone geografiche FIBA (Africa, America, Asia e Oceania). Le migliori 2 nazionali africane, le migliori 4 nazionali americane e le migliori 4 dell'area oceano-asiatica prendono così parte al torneo preolimpico.
EuroBasket Women 2019
- Belgio
- Francia
- Gran Bretagna
- Serbia
- Spagna
- Svezia

Torneo pre-qualificazione Africa
- Mozambico
- Nigeria

Torneo pre-qualificazione Americhe
- Brasile
- Canada
- Porto Rico
- Stati Uniti

Torneo pre-qualificazione Asia/Oceania
- Australia
- Cina
- Corea del Sud
- Giappone

## Gironi
Sono stati sorteggiati 4 gironi da 4 squadre ciascuno. Ogni squadra gioca quindi 3 partite contro le altre avversarie nel gruppo. Le prime tre classificate di ogni girone accedono al Torneo Olimpico. Nei gironi in cui è presente una delle due squadre già qualificate (Giappone e USA), ad accedere ai Giochi Olimpici perciò saranno le rimanenti due squadre meglio classificate.
| Gruppo   | 1ª fascia   | 2ª fascia | 3ª fascia     | 4ª fascia     |
| -------- | ----------- | --------- | ------------- | ------------- |
| Ostenda  | Canada      | Belgio    | Giappone      | Svezia        |
| Bourges  | Australia   | Francia   | Brasile       | Porto Rico    |
| Belgrado | Stati Uniti | Serbia    | Nigeria       | Mozambico     |
| Foshan   | Spagna      | Cina      | Gran Bretagna | Corea del Sud |

## Risultati

### Ostenda
| Squadra  | P.ti | G | V | P | PF  | PS  | DP  |
| -------- | ---- | - | - | - | --- | --- | --- |
| Canada   | 6    | 3 | 3 | 0 | 211 | 174 | +37 |
| Belgio   | 5    | 3 | 2 | 1 | 209 | 198 | +11 |
| Giappone | 4    | 3 | 1 | 2 | 227 | 216 | +11 |
| Svezia   | 3    | 3 | 0 | 3 | 157 | 216 | -59 |

| Ostenda 6 febbraio 2020, ore 18:00 | Giappone | 75 – 54 | Svezia | Sea'Arena |

| Ostenda 6 febbraio 2020, ore 20:30 | Canada | 61 – 56 | Belgio | Sea'Arena |

| Ostenda 8 febbraio 2020, ore 18:00 | Belgio | 92 – 84 | Giappone | Sea'Arena |

| Ostenda 8 febbraio 2020, ore 20:30 | Svezia | 50 – 80 | Canada | Sea'Arena |

| Ostenda 9 febbraio 2020, ore 15:00 | Svezia | 53 – 61 | Belgio | Sea'Arena |

| Ostenda 9 febbraio 2020, ore 18:00 | Canada | 70 – 68 | Giappone | Sea'Arena |

### Bourges
| Squadra    | P.ti | G | V | P | PF  | PS  | DP  |
| ---------- | ---- | - | - | - | --- | --- | --- |
| Francia    | 6    | 3 | 3 | 0 | 250 | 186 | +64 |
| Australia  | 5    | 3 | 2 | 1 | 249 | 218 | +31 |
| Porto Rico | 4    | 3 | 1 | 2 | 216 | 278 | -62 |
| Brasile    | 3    | 3 | 0 | 3 | 233 | 266 | -33 |

| Bourges 6 febbraio 2020, ore 18:00 | Porto Rico | 91 – 89 | Brasile | Palais des sports du Prado |

| Bourges 6 febbraio 2020, ore 20:30 | Francia | 72 – 63 | Australia | Palais des sports du Prado |

| Bourges 8 febbraio 2020, ore 18:00 | Australia | 100 – 74 | Porto Rico | Palais des sports du Prado |

| Bourges 6 febbraio 2020, ore 20:30 | Brasile | 72 – 89 | Francia | Palais des sports du Prado |

| Bourges 9 febbraio 2020, ore 14:00 | Brasile | 72 – 86 | Australia | Palais des sports du Prado |

| Bourges 9 febbraio 2020, ore 16:30 | Francia | 89 – 51 | Porto Rico | Palais des sports du Prado |

### Belgrado: Gruppo A
| Squadra     | P.ti | G | V | P | PF  | PS  | DP   |
| ----------- | ---- | - | - | - | --- | --- | ---- |
| Stati Uniti | 6    | 3 | 3 | 0 | 288 | 189 | +99  |
| Serbia      | 5    | 3 | 2 | 1 | 215 | 200 | +15  |
| Nigeria     | 4    | 3 | 1 | 2 | 220 | 197 | +23  |
| Mozambico   | 3    | 3 | 0 | 3 | 148 | 285 | -137 |

| Belgrado 6 febbraio 2020, ore 17:00 | Nigeria | 85 – 51 | Mozambico | Hala Aleksandar Nikolić |

| Belgrado 6 febbraio 2020, ore 20:00 | Stati Uniti | 88 – 69 | Serbia | Hala Aleksandar Nikolić |

| Belgrado 8 febbraio 2020, ore 17:00 | Serbia | 70 – 64 | Nigeria | Hala Aleksandar Nikolić |

| Belgrado 8 febbraio 2020, ore 20:00 | Mozambico | 49 – 124 | Stati Uniti | Hala Aleksandar Nikolić |

| Belgrado 9 febbraio 2020, ore 17:00 | Serbia | 76 – 48 | Mozambico | Hala Aleksandar Nikolić |

| Belgrado 9 febbraio 2020, ore 20:00 | Nigeria | 71 – 76 | Stati Uniti | Hala Aleksandar Nikolić |

### Belgrado: Gruppo B
| Squadra       | P.ti | G | V | P | PF  | PS  | DP  |
| ------------- | ---- | - | - | - | --- | --- | --- |
| Cina          | 6    | 3 | 3 | 0 | 250 | 198 | +52 |
| Spagna        | 5    | 3 | 2 | 1 | 224 | 179 | +45 |
| Corea del Sud | 4    | 3 | 1 | 2 | 188 | 262 | -76 |
| Gran Bretagna | 3    | 3 | 0 | 3 | 224 | 247 | -23 |

| Belgrado 6 febbraio 2020, ore 12:00 | Cina | 86 – 76 | Gran Bretagna | Hala Aleksandar Nikolić |

| Belgrado 6 febbraio 2020, ore 14:30 | Corea del Sud | 46 – 83 | Spagna | Hala Aleksandar Nikolić |

| Belgrado 8 febbraio 2020, ore 12:00 | Spagna | 62 – 64 | Cina | Hala Aleksandar Nikolić |

| Belgrado 8 febbraio 2020, ore 14:30 | Gran Bretagna | 79 – 82 | Corea del Sud | Hala Aleksandar Nikolić |

| Belgrado 9 febbraio 2020, ore 12:00 | Corea del Sud | 60 – 100 | Cina | Hala Aleksandar Nikolić |

| Belgrado 9 febbraio 2020, ore 14:30 | Gran Bretagna | 69 – 79 | Spagna | Hala Aleksandar Nikolić |